# Edith Lindblom
Edith Maria Lindblom, född 10 mars 1887 i Maria Magdalena församling, Stockholm, död 9 februari 1976 i Kungsholms församling, Stockholm, var en svensk politiker. Hon var ordförande för Kvinnliga kontoristföreningen (KKF) 1922-1947.